# Братаница
Братаница е село в Южна България. То се намира в община Пазарджик, област Пазарджик.

## География
Село Братаница е разположено в Горнотракийската низина, на 12 км западно от град Пазарджик, и на 6 км. до пролома на Чепинска река, и е първото типично полско село след като се излезе от дефилето по Чепинска река по посока Пазарджик. Граничи със землищата на селата: Звъничево, Паталеница, Ляхово, Ветрен дол, Мокрище и Лозен. През него минава пътя Пазарджик, Велинград, Благоевград.
Землището на Братаница е хубава равнина, наклонена леко на североизток. То е изградено главно от плейстоценски глинесто-песъчливи образувания, като по разклоненията на Чепинска река са разпространени и съвременни речни песъкливо-глинести материали. В югоизточната му част, в по-ниски участъци, наносите са заблатено-глинести. Братаница може да се нарече речно село. Ортаарк беше едно голямо разклонение – канал на Чепинска река с 4 воденици в селото, а по турско време е имало и две динки. Всички канали днес се пресичат от канала Алеко – Потока (големия канал). В селото имаше много извори, като най-големият е бил до манастирско място – метоха, подарено някога на манастира „Св. Петър“.

## История
Братаница е бедно на старини, които биха разказали нещо повече за старите поселищни отношения в неговото землище. Интересно е, че то е едно от селата в Пазарджишко, в което няма тракийски могили: на места са вадени големи кюпове, които обаче не са достатъчни, за да посочат мястото на старо тракийско селище. Източно от селото се сочи място на оброчище „Св. Троица“, което е създадено може би в по късно време – турската епоха. Според Стефан Захариев манастирът „Св. Петър и Павел“ в съседните Родопи вероятно е бил построен във времето на византийския дук Григорий Куркуа през XII век. За поддържане на този манастир с хрисовул били дадени областите на съседните села Баткун, Ляхово, Паталеница и Братаница. Манастирът е имал метох в Братаница, който е съществувал и по турско време. Следователно селото е съществувало през XII век. Северозападно до днешното село се намират останки от старо селище. Може да се предположи, че тук се е намирало средновековното село. То било разрушено при турското нашествие, след което някой си Кьосе Мурад го възобновил - през времето на Османската империя бива наричано Кьосемуратово. Съществувало е през 1576 г., когато е правен списъкът на едрите овцевъди. А в турски документ от 1633 г. за българското население е казано, че има 12 стари и 8 нови български къщи. Селото е имало смесено население. След време били създадени 4 чифлика. По предание погрешно се допуска, че първият чифлик е създаден от Кьосе Мурад. Появата на посочените чифлици е по-ново явление.
През 1934 г. селото е преименувано на Братаница.
Родовата анкета установява, че днешното население на Братаница се е образувало от: 1. Няколко рода кореняци. 2. Преселници по турско време, на които не се помни произхода им. 3. Преселници по турско време, на които се помни произхода им. 4. Преселници след Освобождението.
Кореняци са: Манолови, Пашкуларите, Погачарите, Тинкини, Леворчови и Тоневи.
Преселници с неизвестен произход: Линчови, Перушани, Деневи, Митреви, Сеферинкини и др.
Преселници с известен произход: Тачови, Вукадинови, Стоилови, Талеви – от Шоплъка; Стояновци от Ихтиман; Атанасакиеви /Хаджи Иванови/ от Батак и Баткун; Жабарите от Мененкьово; Просениците от Лозен; Динчови от Варвара; Грозданови от Главиница.
Преселници след Освобождението са Мадамлиеви, Карляшкови и др.

## Поминък
Под влияние на въздушните течения, предизвикани от дефилето на река Чепинска, климатът е умерен без сериозни природни катаклизми. Умереният климат и плитките подпочвени води дават възможност за развитие на зеленчукопроизводството и то е основният поминък на местното население. Основно се отглеждат домати, краставици, пипер, жито, царевица.
В близкото минало до приватизацията на „Булгартабак“ основната земеделска култура е бил тютюнът (сорт „Вирджиния“).

## Религии
Населението е християнско, изповядва източното православие..

## Обществени институции
- Читалище „Кирил и Методий“, което с богатата си културно-развлекателна програма се е явявало в близкото минало притегателен духовен център както за населението на селото, така и за околните села.

## Културни и природни забележителности
Духовно културният живот на Братаница е поддържан отрано от манастира „Св. Петър и Павел“. Първата църква е правена през 1872 г. Първото училище е направено две години преди това в източната махала, където е бил метохът на манастира. Първият учител е бил Лазар Тачов, който е учил в манастира. Ново училище е строено през 1910 г., а най-новото през 1938 г. Макар и чифлишко село, имало е будни българи, които са се интересували от революционното движение за освобождаване на България. Така в 1872 г. Васил Левски, придружен от Никола Ръжанков и Михо Стефанов, членове на революционния комитет в Пазарджик, е посетил Братаница, където се е срещнал с Атанас Хаджииванов и свещеника Партений Гешев.

## Редовни събития
- На празника на селото „Света троица“ се отслужват празнична литургия с водосвет и се прави курбан за здраве.